# Rodonita

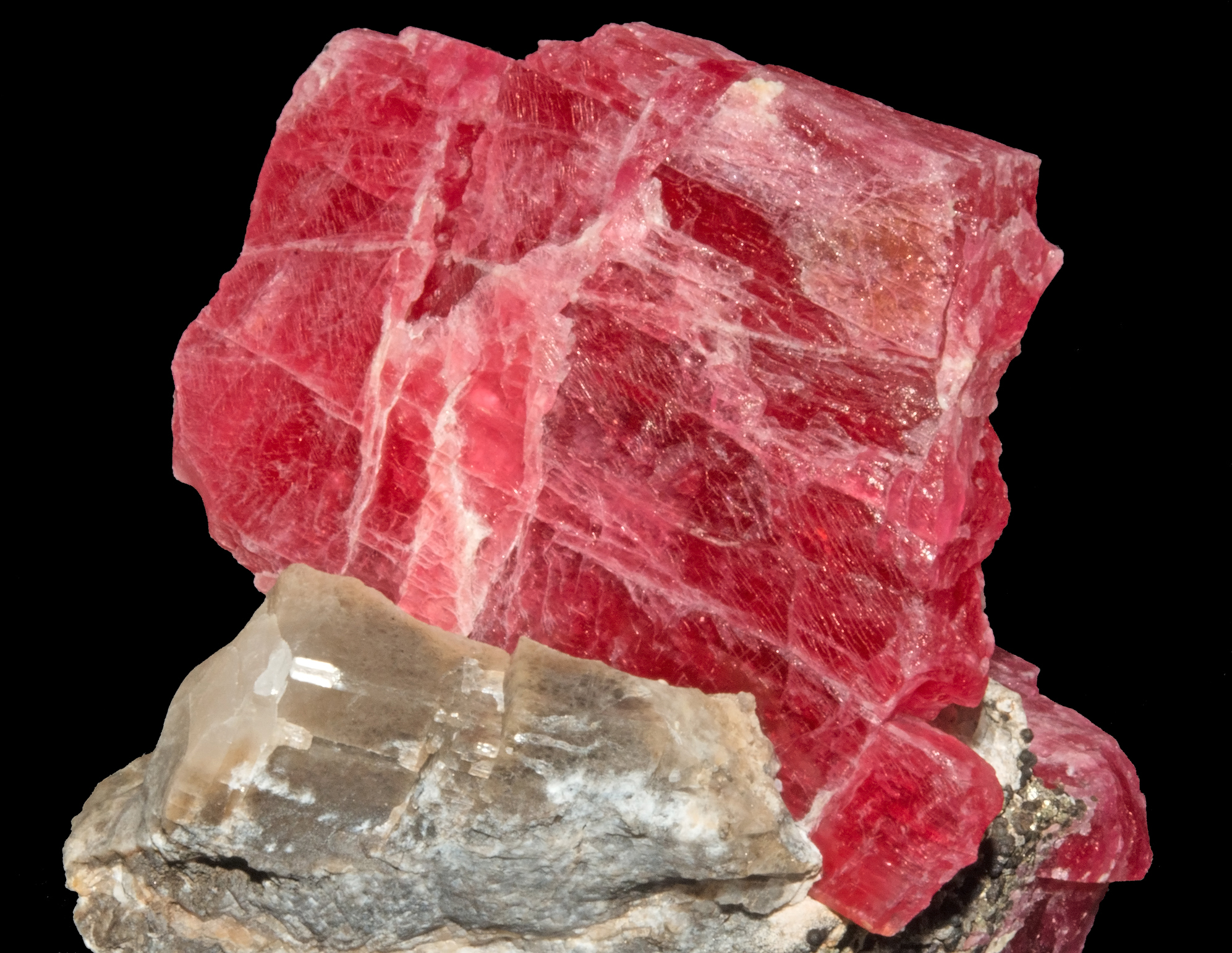
Rodonita

A rodonita (no Brasil) ou rodonite (em Portugal) é um silicato de manganês com cálcio, triclínico, de cor avermelhada ou rósea, traço branco, semitransparente a semitranslúcida, com brilho vítreo e duas clivagens perfeitas. Pode ter inclusões pretas  de óxido de manganês na forma de manchas ou veios. E muito semelhante a alguns corais. Dureza 5,5 a 6,0 na escala de Mohs. Densidade 3,40 a 3,70. Na Suécia, ocorrem pequenos cristais que são, às vezes, lapidados. É comumente utilizada como pedra ornamental e na obtenção de manganês. Também chamada de manganolita. Quando exposta à luz do Sol, a rodonita adquire tonalidades acastanhadas ou mesmo pretas.É muitas vezes confundida com a rodocrosita e, quando não existe nenhuma diferença entre ambas, por vezes é necessário recorrer a testes de raios X para descobrir de que mineral se trata. A rodonita é considerada um clássico entre os colecionadores. Não confundir com rodolita, um tipo de granada. 
Composição - 4,43 % CaO, 3,18 % MgO, 37,39 % Mn2O3, 11,35 % FeO, 47,44 % SiO2 